# Andreas Kammerbauer
Andreas Kammerbauer (* 12. September 1961 in Hochheim am Main) ist ein deutscher Politiker (Die Grünen) und ehemaliger Abgeordneter des Hessischen Landtags.
Andreas Kammerbauer ist als Contergangeschädigter seit der Geburt schwerbehindert. Trotz seiner Behinderung konnte er die Mittlere Reife an einer Schwerhörigen- und Gehörlosenschule und auch noch das Abitur an einer Schule in Stegen bei Freiburg ablegen. Bereits in Stegen war er als Schülersprecher politisch tätig. 1982 begann er ein Studium der Politikwissenschaft, Geschichtswissenschaft und des Öffentlichen Rechts an der Frankfurter Universität. Er trat 1983 den Grünen bei und ist unter anderem im Vorstand der Bundesarbeitsgemeinschaft Hörbehinderter Studenten und Absolventen (BHSA) tätig. Von 1985 bis 2001 war er Kreistagsabgeordneter im Main-Taunus-Kreis und seit 1989 Geschäftsführer der Kreistagsfraktion. Er ist seit 1992 mit der ebenfalls schwerhörigen Gymnastiklehrerin Karin Kärcher verheiratet und hat zwei Söhne.
Am 10. Oktober 1997 rückte er für Karin Hagemann, die in Gießen zur Bürgermeisterin gewählt worden war, in den Hessischen Landtag nach, dem er bis zum Ende der Wahlperiode April 1999 angehörte.
Bei der Landtagswahl in Hessen 2008 trat er als Direktkandidat im Wahlkreis Main-Taunus II an, ohne gewählt zu werden.